# مارینکا باغداساریان
مارینکا کاجیکی باغداساریان (ارمنی: Մարինկա Քաջիկի Բաղդասարյան؛ انگلیسی: Marinka Baghdasaryan ۹ ژانویهٔ ۱۹۶۰) مهندس اهل ارمنستان است.

## زندگی‌نامه
وی در ۹ ژانویه ۱۹۶۰ در مغری به دنیا آمد و از دانشگاه ملی پلی‌تکنیک ارمنستان (۱۹۸۲) فارغ‌التحصیل گشت. 

## یادداشت
1. ↑  տեխնիկական գիտությունների դոկտոր